# Roberto Murolo
Roberto Murolo (Nápoles, 19 de enero de 1912 - 13 de marzo de 2003) fue un cantante, compositor, guitarrista y actor italiano. Junto con Renato Carosone, Sergio Bruni y Aurelio Fierro, uno de los principales intérpretes de la Canción napolitana.

## Trayectoria artística
Robert Murolo nació el 19 de enero de 1912 (pero no fue inscrito en el registro de nacimiento hasta el día 23) en Nápoles. Es el séptimo hijo de Lia Cavalli y el poeta Ernesto Murolo. Ernesto fue también uno de los principales autores de la canción napolitana con Salvatore di Giacomo y E. A. Mario.
Tras los éxitos obtenidos con el “Mida quartetto” y algunas participaciones en películas entre 1949 y 1965, Murolo grabó la famosa “Napoletana”, una antología de doce álbumes sobre la canción partenopea desde el siglo XIII, que produjo entre 1959 y 1963 con el guitarrista Eduardo Caliendo.

## Discografía
- 1955: Roberto Murolo e la sua chitarra (I) (Durium, ms Al 501)
- 1955: Roberto Murolo e la sua chitarra (II) (Durium, ms Al 502)
- 1956: Roberto Murolo e la sua chitarra (5° selezione di successi) (Durium, ms Al 545)
- 1959: Roberto Murolo e la sua chitarra (Durium, ms AI 77009)
- 1961: Roberto Murolo e la sua chitarra (Durium, ms AI 77051)
- 1963ff.: Napoletana vol. I bis vol. XII
- 1965: Roberto Murolo e la sua chitarra (Durium, ms AI 77094)
- 1965: Napoletana. Antologia cronologica della canzone partenopea – Nono volume (dal 1940 al 1950) (Durium, ms AI 77101)
- 1973: Roberto Murolo recital n° 2 (Durium)
- 1975: Furio Rendine presentato da Roberto Murolo (Durium)
- 1977: Roberto Murolo cantautore (Start, LP.S 40.003)
- 1992: Ottanta voglia di cantare
- 1993: L’Italia è bella
- 1993: ’Na voce ’na chitarra vol. I
- 1993: ’Na voce ’na chitarra vol. II
- 1994: Anema e Core
- 1997: Tu si ’na cosa grande
- 2002: Ho sognato di cantare